# 투르보네에르
투르보네에르(노르웨이어: Turboneger) 또는 터본그로(영어: Turbonegro)는 1989년에 결성된 노르웨이의 록 밴드이다. 1989년부터 1998년까지 활동하였으며, 2002년에 재결성되었다.